# Mølje
Mølje, także skreimølje lub mølja – tradycyjna rybna potrawa kuchni norweskiej przygotowywana z mięsa, wątroby i ikry dorsza, podawana zwykle z ugotowanymi ziemniakami, spożywana zimą; stanowi źródło witaminy D dla Norwegów zamieszkujących północną Norwegię.

## Przygotowanie

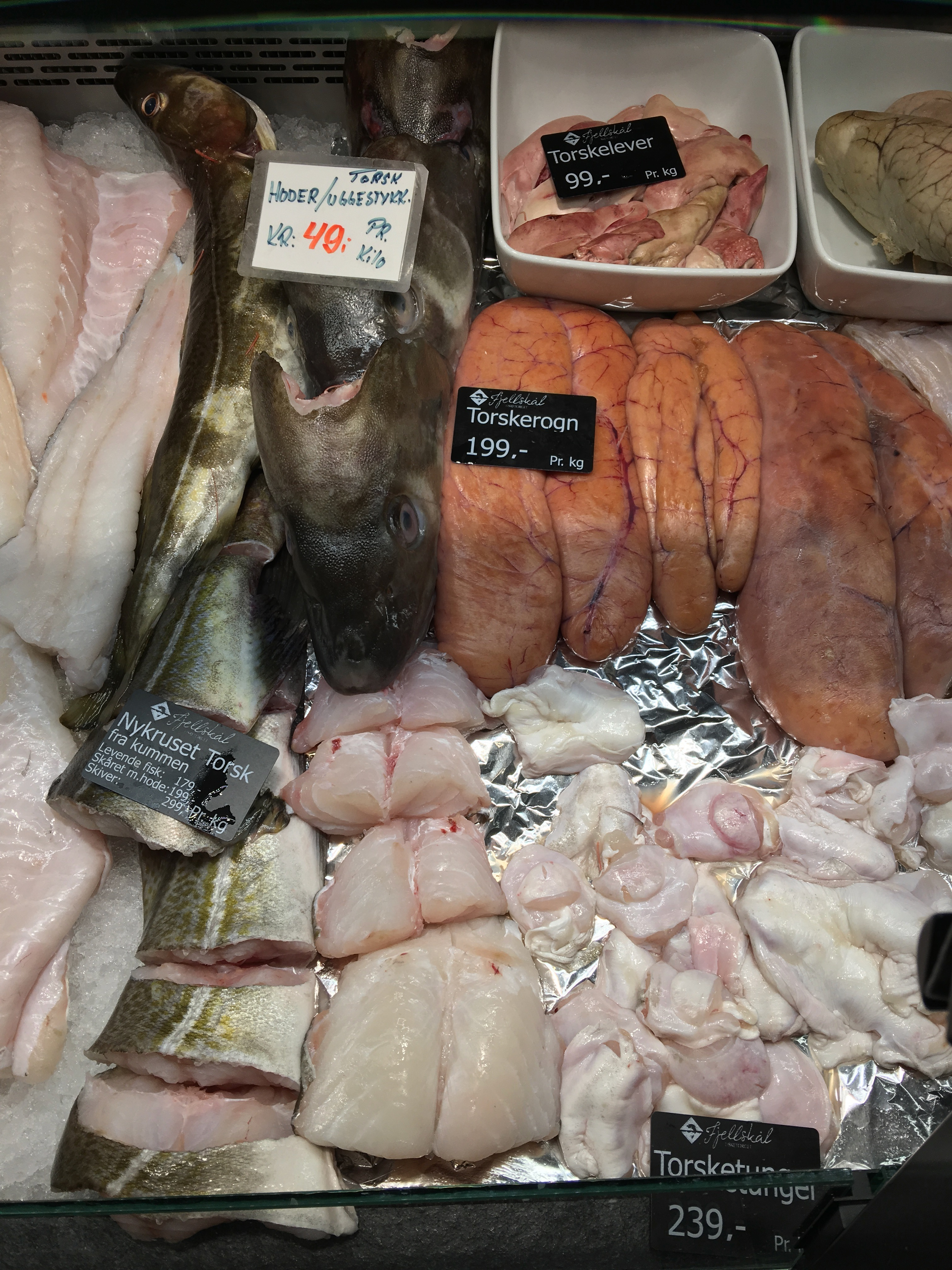
Świeże całe dorsze (nycruset torsk), surowe głowy (torskehoder), języki (torsketunger), dzwonka, filety, wątróbki (torskelever) i ikra (torskerogn) – trzy ostatnie stanowią składniki potrawy mølje

Tradycyjnie potrawa była przygotowywana w jednym garnku. Najpierw w wodzie gotowana była ikra i ziemniaki, a gdy ikra była prawie ugotowana, do garnka dodawano wątrobę i mięso dorsza. Współcześnie poszczególne składniki potrawy, ziemniaki, dorsz, wątroba i ikra, mogą być też gotowane osobno w 4 oddzielnych garnkach. Do smaku potrawę doprawia się podczas gotowania solą, czarnym pieprzem, liściem laurowym, cebulą i octem lub sokiem z cytryny. Gdy wszystkie składniki są ugotowane, nadmiar wody odcedza się, wszystko miesza, aby powstała mieszanina czyli mølje. 

## Podawanie
Potrawa jest serwowana gorąca, natychmiast po ugotowaniu, razem z ziemniakami i gotowaną marchewką. Z boku do potrawy podaje się obowiązkowo flatbrød – bardzo cienki płaski chrupiący chleb. Jedni preferują do popijania tego posiłku piwo, a inni akvavit. 

## Wartość odżywcza
Potrawa mølje jest pożywna, dostarcza organizmowi białka i minerałów (selenu i jodu) obecnych w mięsie dorsza oraz kwasów tłuszczowych omega-3 i witamin (D i A) zawartych w wątrobie.
Wątroba dorsza, olej z wątroby dorsza oraz tłuste ryby są źródłem witaminy D dla ludzi mieszkających na północ od koła podbiegunowego północnego, gdzie słońce przez sporą część roku pozostaje pod horyzontem i ze względu na brak promieniowania ultrafioletowego ustaje produkcja witaminy D w ludzkiej skórze.
Od późnego lata do września/października w arktycznej diecie spożywana jest tradycyjnie wątroba czarniaka, zaś od stycznia do marca/kwietnia konsumowana jest wątroba dorsza.
Na uniwersytecie w Tromsø zostały przeprowadzone badania naukowe dotyczące wpływu tradycyjnej diety arktycznej na poziom witaminy D Norwegów zamieszkujących na północy Norwegii, w tym roli potrawy mølje. Już po pojedynczej konsumpcji potrawy dochodziło do podwyższenia poziomu witaminy D u osób, u których przed konsumpcją laboratoryjnie oznaczano obniżony poziom witaminy D. Stwierdzono, że spożywanie potrawy mølje odgrywa znaczącą rolę w zachowaniu zdrowia, kompensując w dużej mierze skutki braku promieniowania słonecznego zimą. Osoby, które wielokrotnie spożywały potrawę mølje utrzymywały prawidłowy poziom witaminy D we krwi nawet pod koniec zimy.

## Popularność
Potrawa jest szczególnie popularna wśród ludności zamieszkującej w okręgu Nordland oraz jest ulubionym posiłkiem rybaków. 
W sezonie nazywanym w języku norweskim skrei (w okresie od początku lutego do połowy marca, gdy ikra dorsza ma najlepsze właściwości smakowe) potrawa jest przygotowywana w domach, a także podawana podczas spotkań towarzyskich oraz oferowana w lokalnych restauracjach.
Na początku XXI wieku potrawę regularnie konsumowało około 70% Norwegów mieszkających w północnej Norwegii. Niektórzy jedli mølje siedem lub więcej razy w okresie od stycznia do marca.